# NGC 2584
NGC 2584 је спирална галаксија у сазвежђу Хидра која се налази на NGC листи објеката дубоког неба.
Деклинација објекта је - 4° 58' 15" а ректасцензија 8h 23m 15,5s. Привидна величина (магнитуда) објекта NGC 2584 износи 13,8 а фотографска магнитуда 14,6. Налази се на удаљености од 78,783 милиона парсека од Сунца. NGC 2584 је још познат и под ознакама MCG -1-22-9, PGC 23523.